# Jurij Kara
Jurij Kara (russisk: Ю́рий Ви́кторович Ка́ра) (født 12. november 1954 i Donetsk i Sovjetunionen, død 16. juli 2025) var en sovjetisk og russisk filminstruktør, manuskriptforfatter og skuespiller.

## Filmografi
- Asfaltens blomster (Завтра была война, 1987)[1][2]
- Vory v zakone (Воры в законе, 1988)
- Piry Valtasara, ili Notj so Stalinym (Пиры Валтасара, или Ночь со Сталиным, 1989)
- Master i Margarita (Мастер и Маргарита, 1994)